# Wereldkampioenschappen BMX 2019
De wereldkampioenschappen BMX 2019 werden van  23 tot en met 27 juli georganiseerd in Heusden-Zolder, België.

## Medailles

### Mannen
| Onderdeel    | Goud | Goud                | Zilver | Zilver       | Brons | Brons              |
| ------------ | ---- | ------------------- | ------ | ------------ | ----- | ------------------ |
| BMX elite    | NED  | Twan van Gendt      | NED    | Niek Kimmann | FRA   | Sylvain André      |
| BMX junioren | FRA  | Tatyan Lui-Hin-Tsan | AUS    | Oliver Moran | FRA   | Nathanaël Dieuaide |

### Vrouwen
| Onderdeel    | Goud | Goud             | Zilver | Zilver           | Brons | Brons          |
| ------------ | ---- | ---------------- | ------ | ---------------- | ----- | -------------- |
| BMX elite    | USA  | Alise Willoughby | NED    | Laura Smulders   | FRA   | Axelle Etienne |
| BMX junioren | NZL  | Jessie Smith     | ARG    | Agustina Cavalli | SUI   | Zoe Claessens  |

### Medaillespiegel
| Plaats | Land             | Goud | Zilver | Brons | Totaal |
| 1      | Nederland        | 1    | 2      | 0     | 3      |
| 2      | Frankrijk        | 1    | 0      | 3     | 4      |
| 3      | Nieuw-Zeeland    | 1    | 0      | 0     | 1      |
| 3      | Verenigde Staten | 1    | 0      | 0     | 1      |
| 5      | Argentinië       | 0    | 1      | 0     | 1      |
| 5      | Australië        | 0    | 1      | 0     | 1      |
| 7      | Zwitserland      | 0    | 0      | 1     | 1      |
| Totaal | Totaal           | 4    | 4      | 4     | 12     |